# David Hume Kennerly

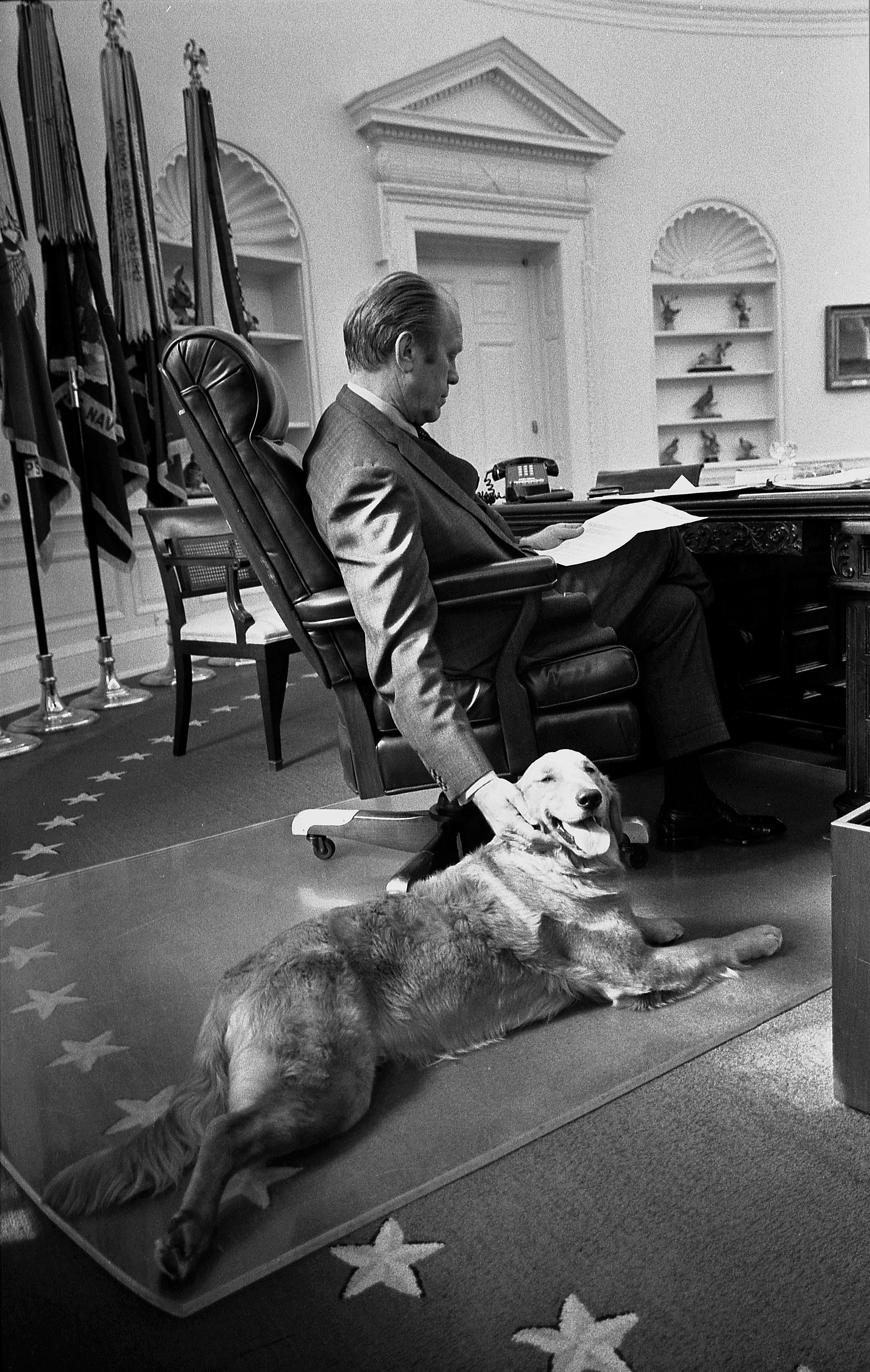
Prezident Ford a jeho pes, Liberty, v Oválné pracovně, 1974

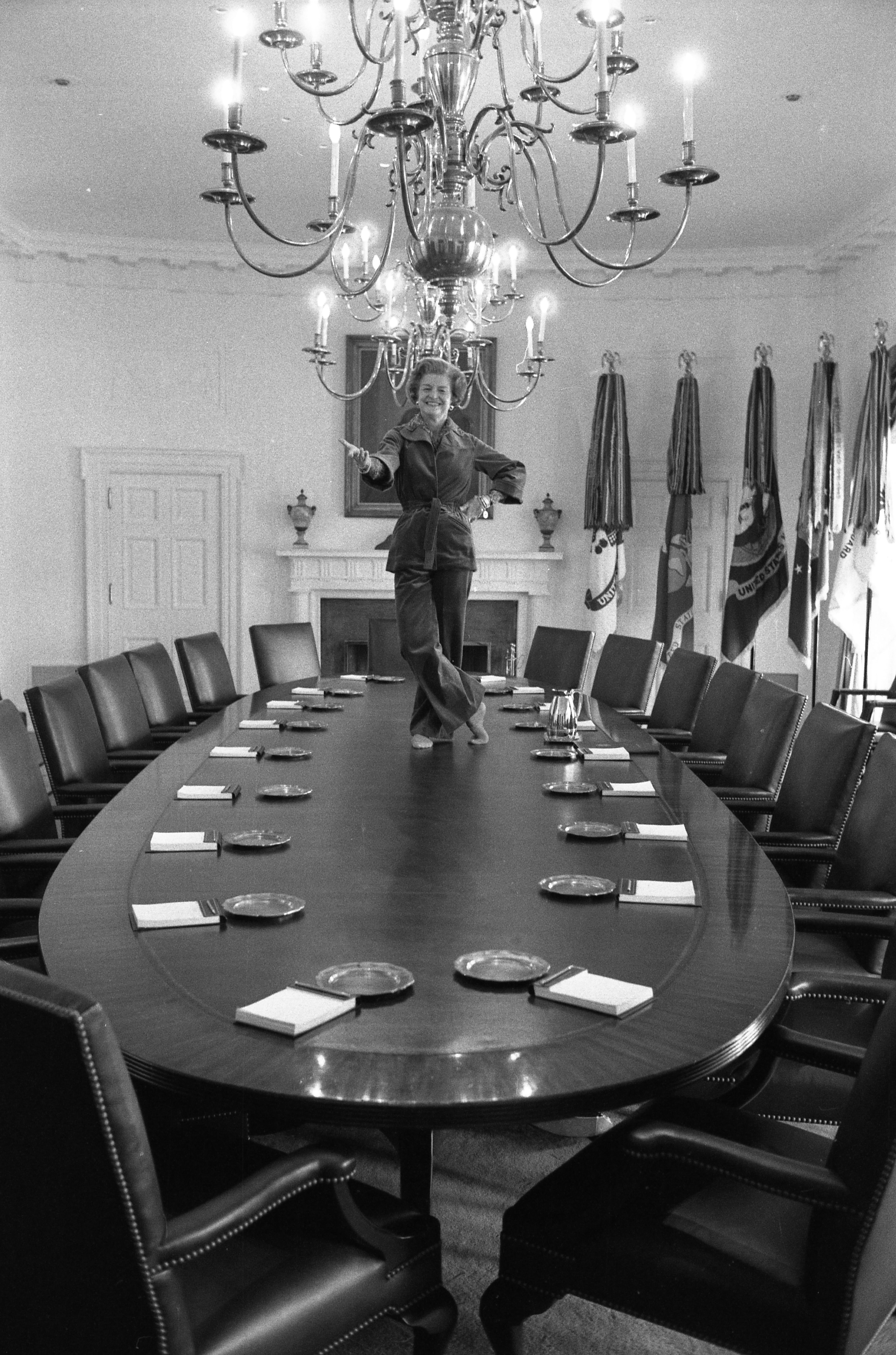
David Hume Kennerly: První dáma Betty Fordová tančí na stole v Cabinet Room v Bílém domě, Washington, 19. ledna, 1977

David Hume Kennerly (* 9. března 1947, Roseburg) je americký fotograf a fotožurnalista. V roce 1972 získal Pulitzerovu cenu za portfolio fotografií vietnamské války, Kambodže, uprchlíků z východního Pákistánu poblíž Kalkaty a boxerský zápas Ali vs Joe Frazier v Madison Square Garden 8. března 1971. Je bývalý hlavní oficiální fotograf Bílého domu během prezidentství Geralda Forda v období 1974–1977.

## Životopis

### Známé fotografie
Kennerlyho fotografie prezidenta Geralda Forda, jak se mazlí se svým zlatým retrívrem Libertym, je pravděpodobně jeho nejznámější fotografií z té doby.
Den před tím, než měli Fordovi předat klíče od Bílého domu nastupujícímu prezidentovi Jimmy Carterovi, Kennerly doprovázel Betty Fordovou kolem západního křídla při osobním loučení se zaměstnanci. Procházeli prázdnou kabinetní místností a na tváři se jí objevil šibalský pohled. „Vždycky jsem chtěla tančit na stole v Cabinet Room,“ řekla. Bývalá tanečnice školy Marthy Grahamové odhodila boty, vyskočila doprostřed stolu a zapózovala. Fotografie byla poprvé publikována o více než 15 let později v Kennerlyho knize Photo Op.
Stovky jeho snímků spadají do kategorie public domain a jsou k dispozici na úložišti obrázků Wikimedia Commons.

### Úspěchy
- Vítěz Pulitzer Prize for Feature Photography, (1972) „za jeho dramatické snímky z Vietnamské války v roce 1971.“
- Trustee, The Gerald R. Ford Foundation, (2008–)
- Přispívající editor, NBC News (2006–2008)
- Přispívající editor, časopis Der Spiegel (2008)
- Přispívající editor, časopis Newsweek (1996–2006)
- Osobní fotograf prezidenta Geralda R. Forda, (1974–1977)
- National Program Chair for WAMU's, „Home of the Free Student Photojournalism Project“
- Přispívající korespondent, ABC's Good Morning America Sunday (1996–1998)
- Přispívající fotograf, George Magazine (1996 – 1999)
- Výkonný producent, Portraits of a Lady, HBO (2011)
- Spoluvýkonný producent, Profiles from the Front Line, seriál ABC s Jerry Bruckheimerem a Bertram Van Munsterem (2003)
- Výkonný producent a scenárista, Shooter, NBC Television Movie of the Week na základě jeho knihy o válečných fotografech ve Vietnamu (1988)
- Výkonný producent, The Taking of Flight 847, NBC Movie of the Week (1989)
- AFI Directing Fellow, 1984–85
- Smluvní fotograf, magazín Time (1973–74, 1977–90)
- Přispívající fotograf, magazín Life (1972, 1993–96)
- Zaměstnaný fotograf, United Press International (1967–72)
- Zaměstnaný fotograf, The Oregonian (1967)
- Zaměstnaný fotograf, The Oregon Journal (1966–67)
- Producent, Discovery Channel, čtyřhodinový dokument The Presidents' Gatekeepers about the White House Chiefs of Staff (2014)
- Výkonný producent CBS / Showtime dokument The Spymasters: CIA in the Crosshairs (2015)
- Přispívající fotograf, Politico Magazine (2015–)

### Vybraná ocenění
- Five prizes each in the 2001 & 2003 White House Press Photographer's contest
- Jmenován jedním z padesáti nejlepších washingtonských žurnalistů v březnovém vydání časopisu The Washingtonian roku 2001, jako jediný fotograf na listině
- Photo Media magazine's Fotograf roku 2007
- 1997 President's Award for Excellence in Journalism from the Greater Los Angeles Press Club.
- 1989 Emmy nomination for Outstanding Drama as Executive Producer of NBC's The Taking of Flight 847: The Uli Derickson Story
- Overseas Press Club Award for Best Photographic Reporting from Abroad (The Olivier Rebbot Award), 1986
- 1976 World Press Photo contest (dvě první místa za Cambodian coverages).
- National Press Photographers' contest (první místo).
- Honorary Doctorate, Lake Erie College, 2015

### Vybrané výstavy
- Extraordinary Circumstances, různá místa 2008
- Savannah College of Art and Design, Lacoste France 2007. Retrospektiva.
- University of Southern California's Annenberg School for Communication 2006–2007.
- University of Texas at Austin – permanent. Photo du Jour exhibition.
- Houston Museum of Fine Arts – 2004. Photo du Jour exhibition.
- Smithsonian Institution's Arts and Industries Building 2002. Photo du Jour exhibition
- New York Historical Society 2002–2003.
- Visa Pour L'Image, Perpignan France. 2000 Retrospektiva.
- U.S. Capitol, Cannon Building Rotunda. 1995 Photo Op exhibition.
- Portland Art Museum, Portland Oregon. 1995 Photo Op exhibition.
- The Harry Lunn Gallery, 1979
- Moderátor – World Press Photo. Moderovaná konverzace 2006 award winners, USC, 2007
- Guest lecturer – Savannah College of Art and Design, Lacoste France 2007.
- Keynote speaker – Eddie Adams Workshop 2000 – současnost2019;[3]

## Galerie

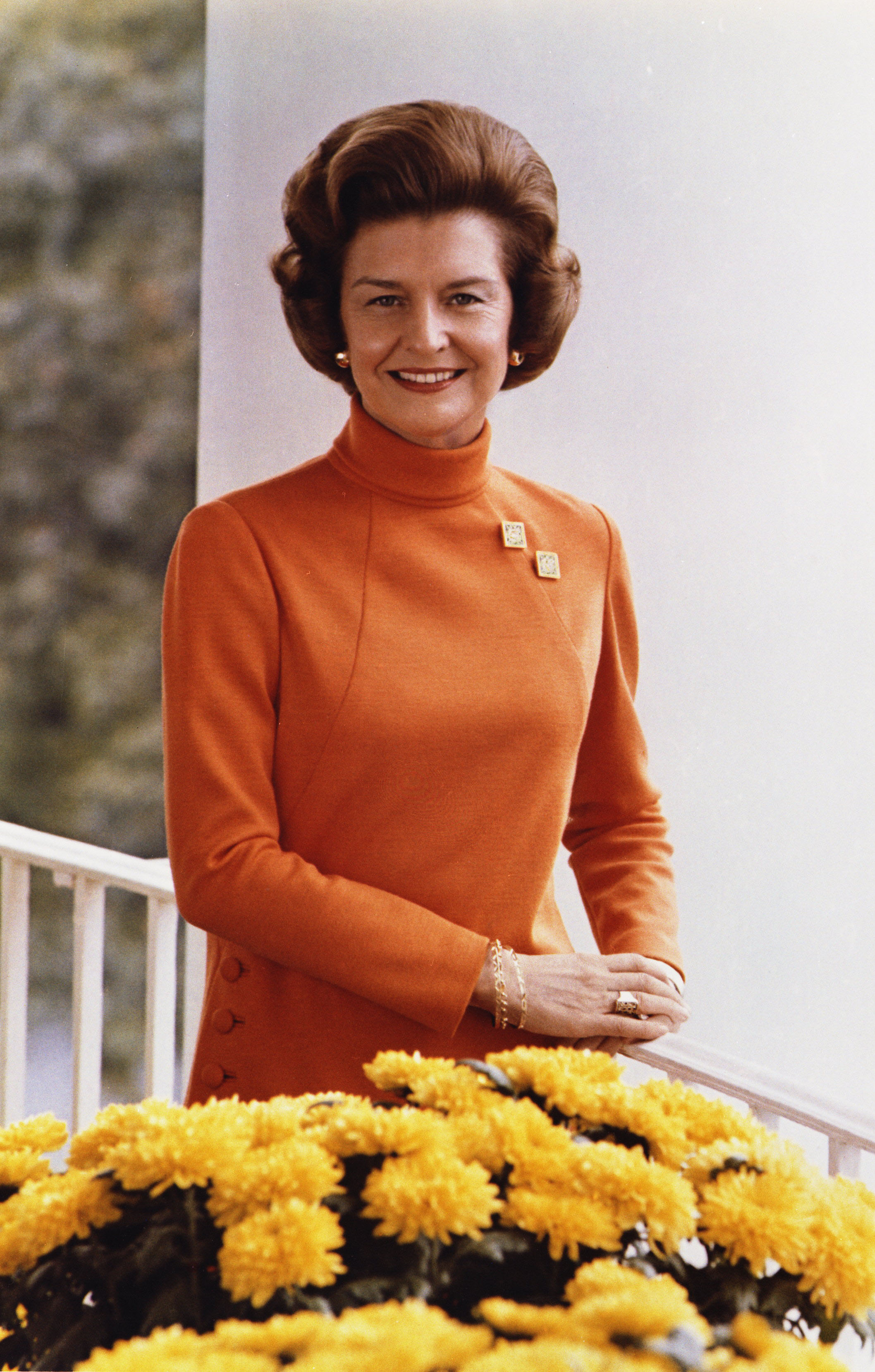
V roce 1948 si Ford vzal Elizabeth Ann Bloomerovou Warrenovou, kterou Američané nazývali Betty Fordová. Ta v roce 1974 podstoupila operaci rakoviny prsu. O své nemoci otevřeně hovořila. Stejně tak se zmiňovala o svém boji s alkoholem a opiáty. Oficiální fotografie Bílého domu, 1974.
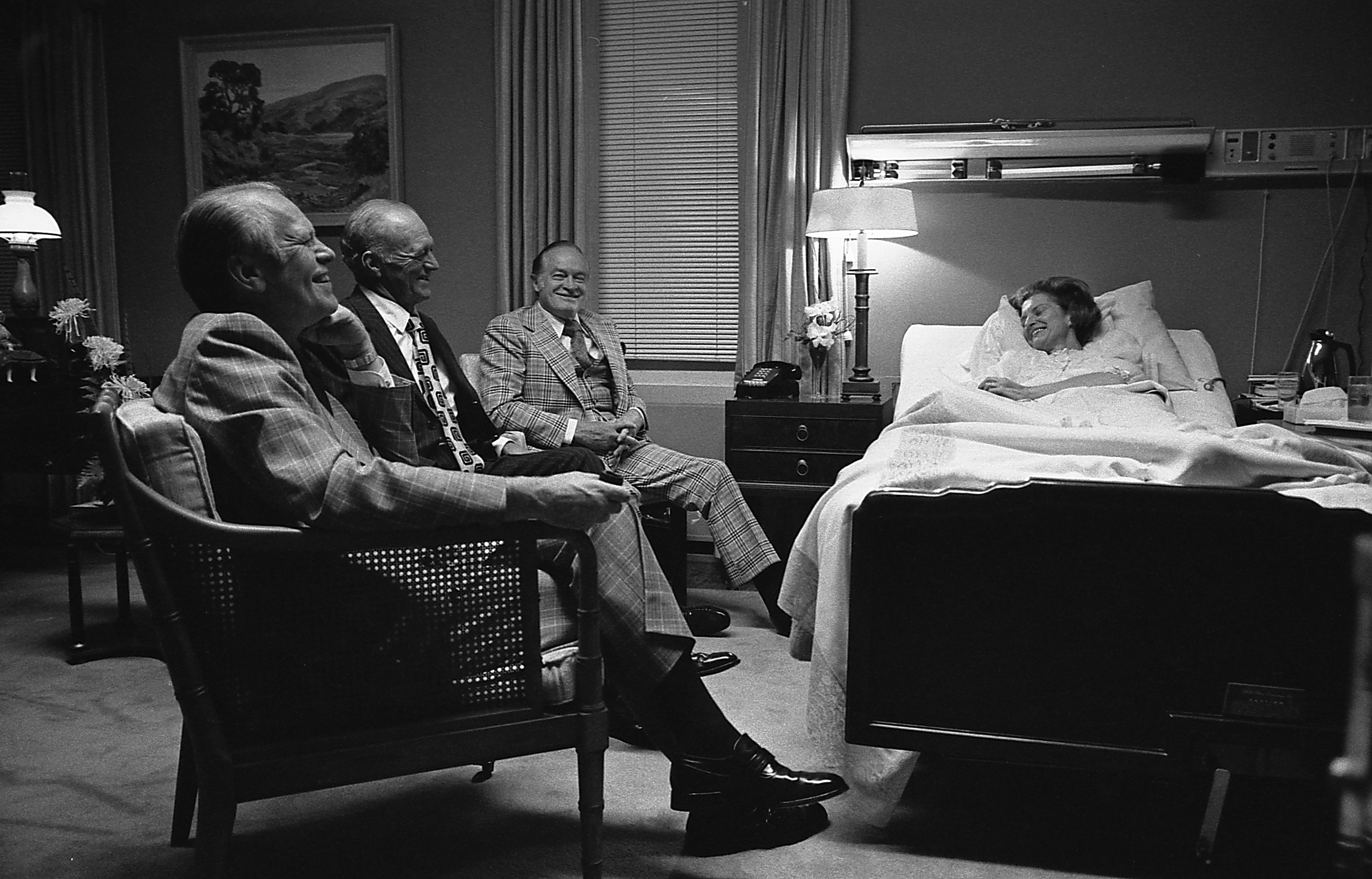
Prezident Ford, Bob Hope na návštěvě Mrs. Fordové po operaci nádoru prsu, šest týdnů po nástupu do Bílého domu u ní byl zjištěn nádor v pravém prsu, který byl odstraněn radikální mastektomií. Betty svou nemoc zveřejnila, aby upozornila veřejnost na toto nebezpečí.
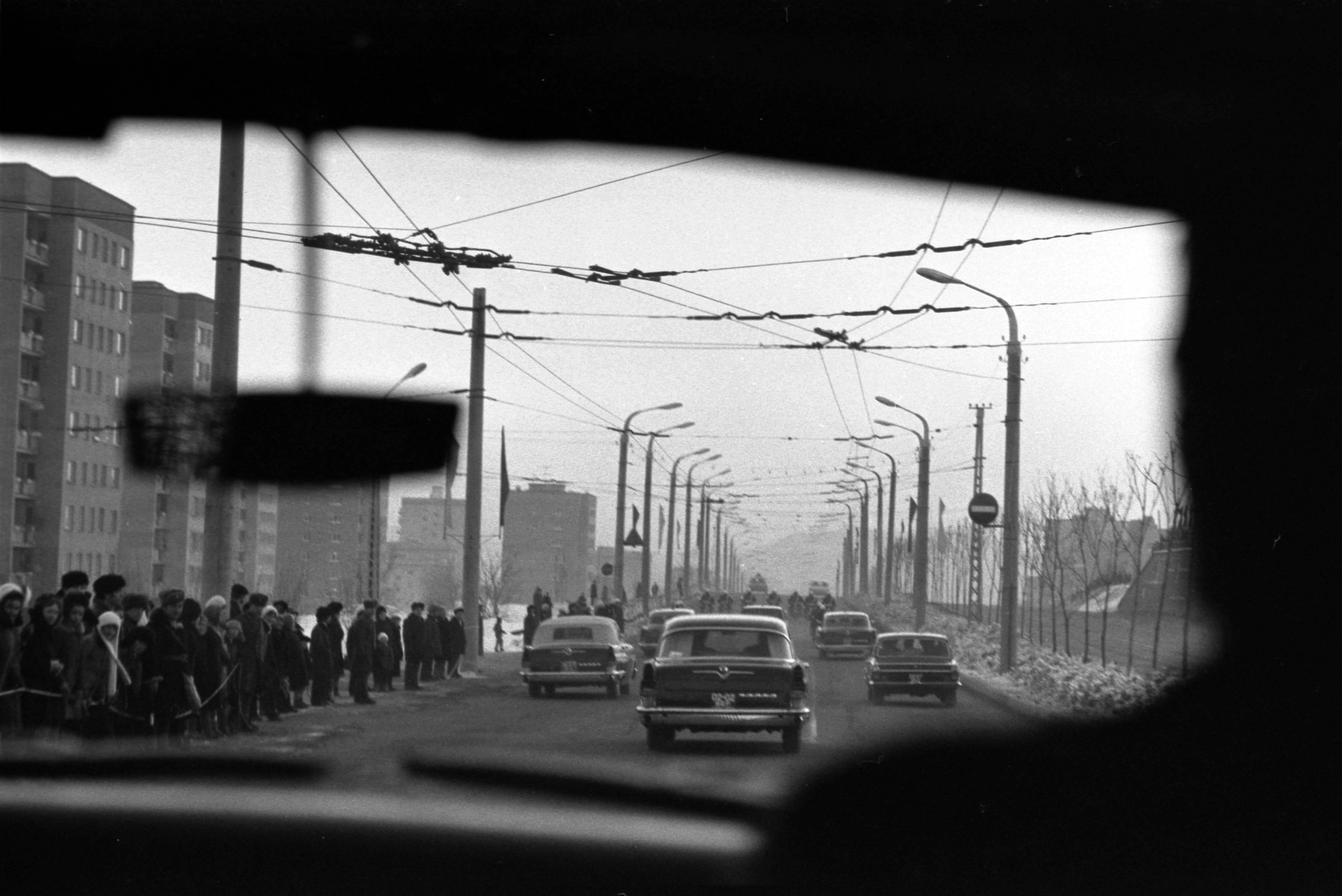
Prezident Ford při návštěvě Vladivostoku, 1974
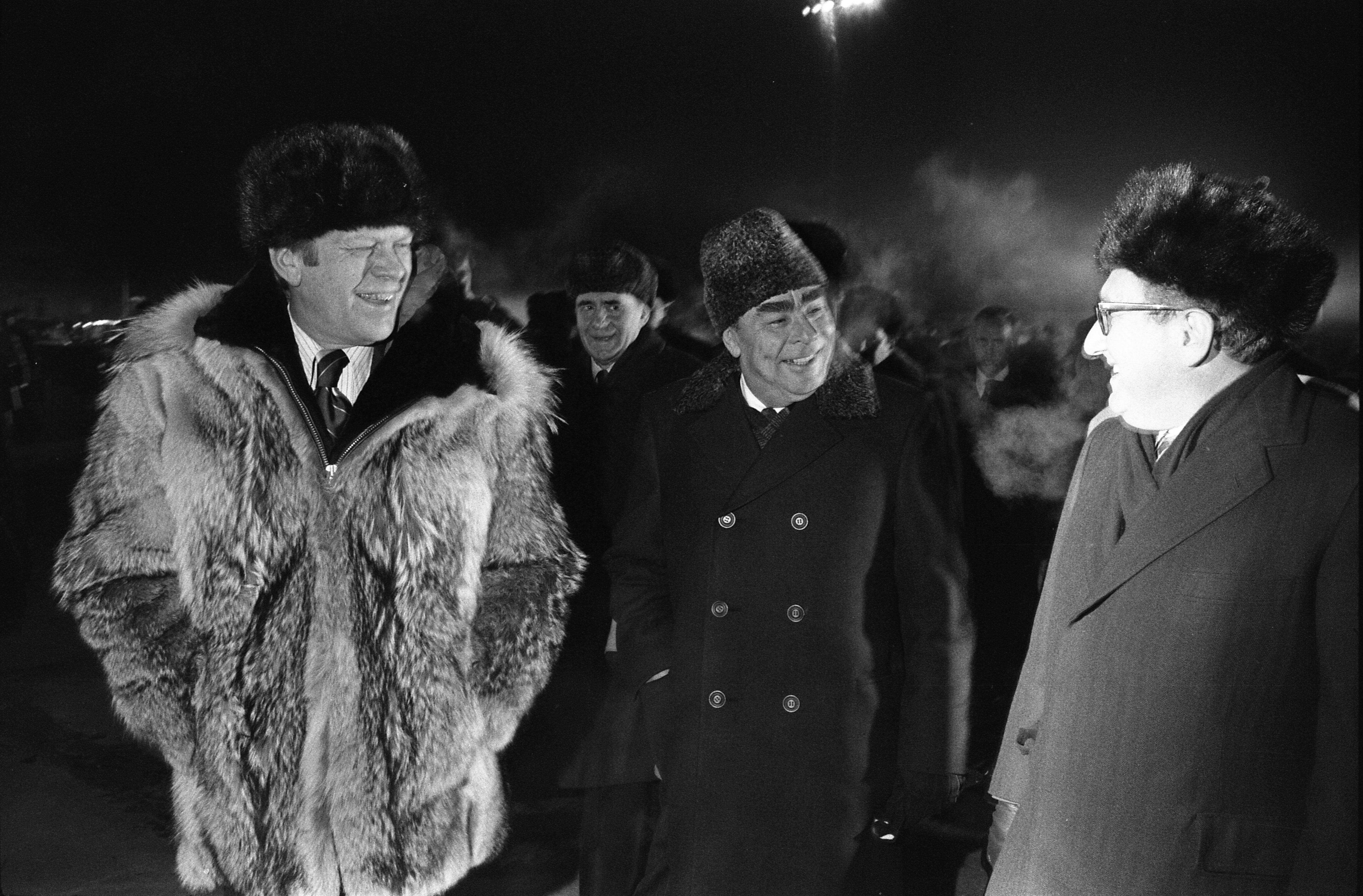
Prezident Ford při návštěvě Vladivostoku, 1974
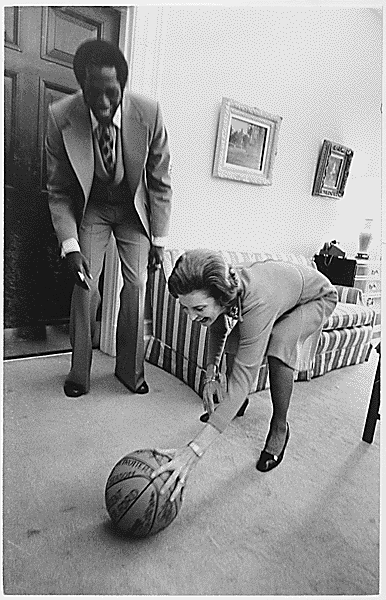
Meadowlark Lemon s Betty Fordovou v Bílém domě, 1974
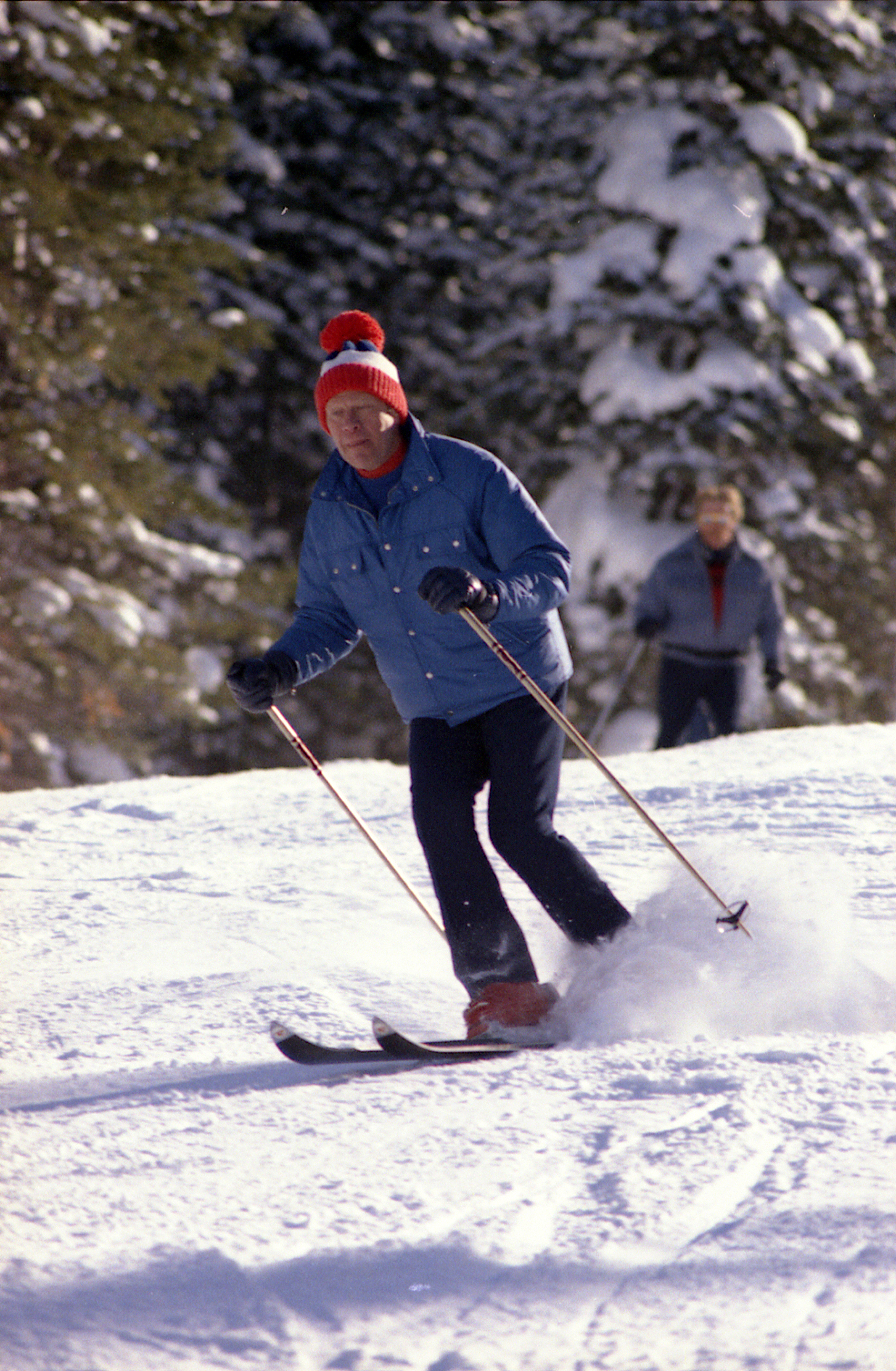
Prezident Ford na lyžích, Vail, Colorado, 1974.
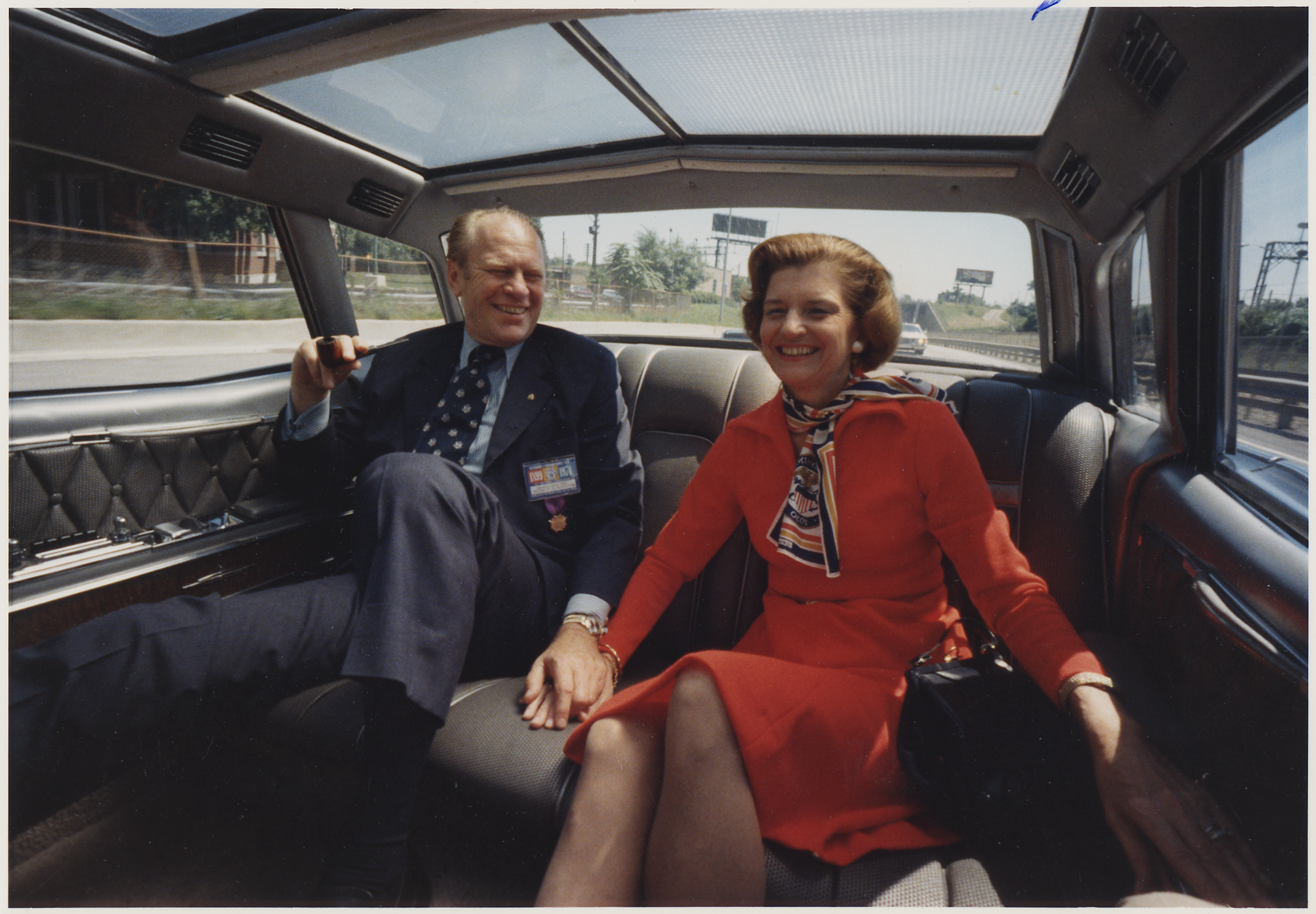
První pár se drží za ruce v limuzíně, Chicago, Illinois, Freeway, léto 1974
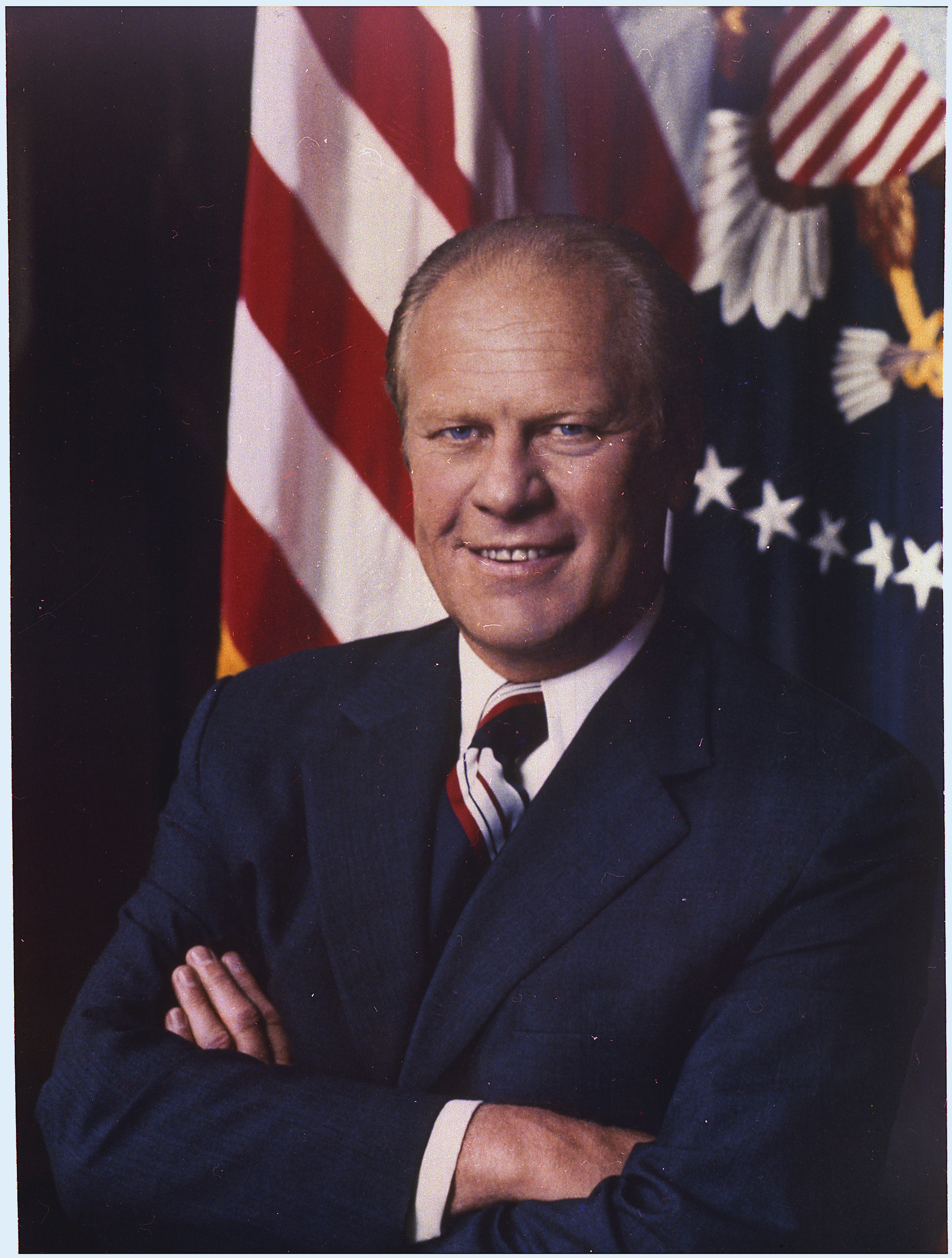
Oficiální fotografie prezidenta Geralda Forda, 27. srpna 1974
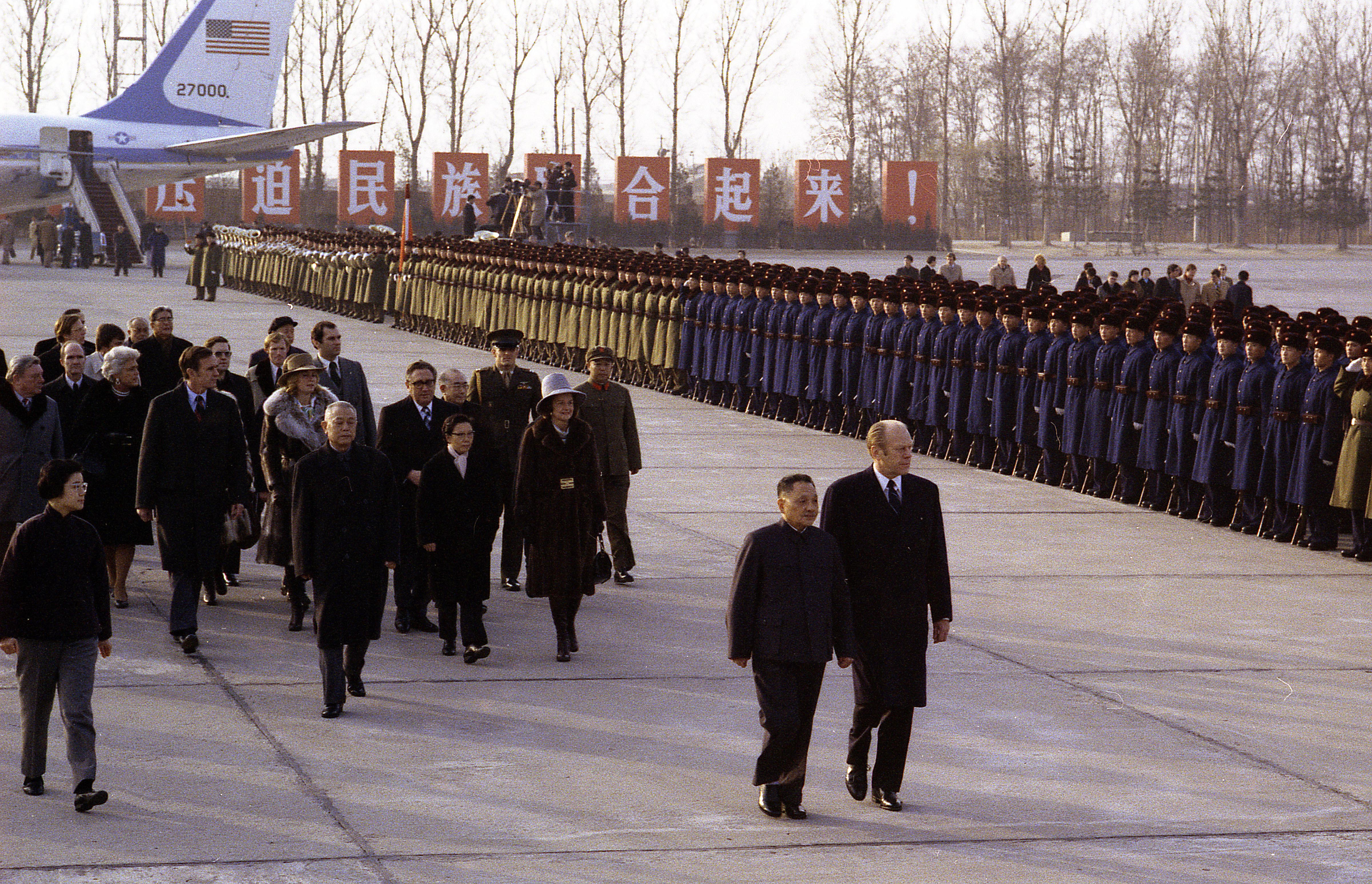
Prezident v Číně, 1. prosince 1975
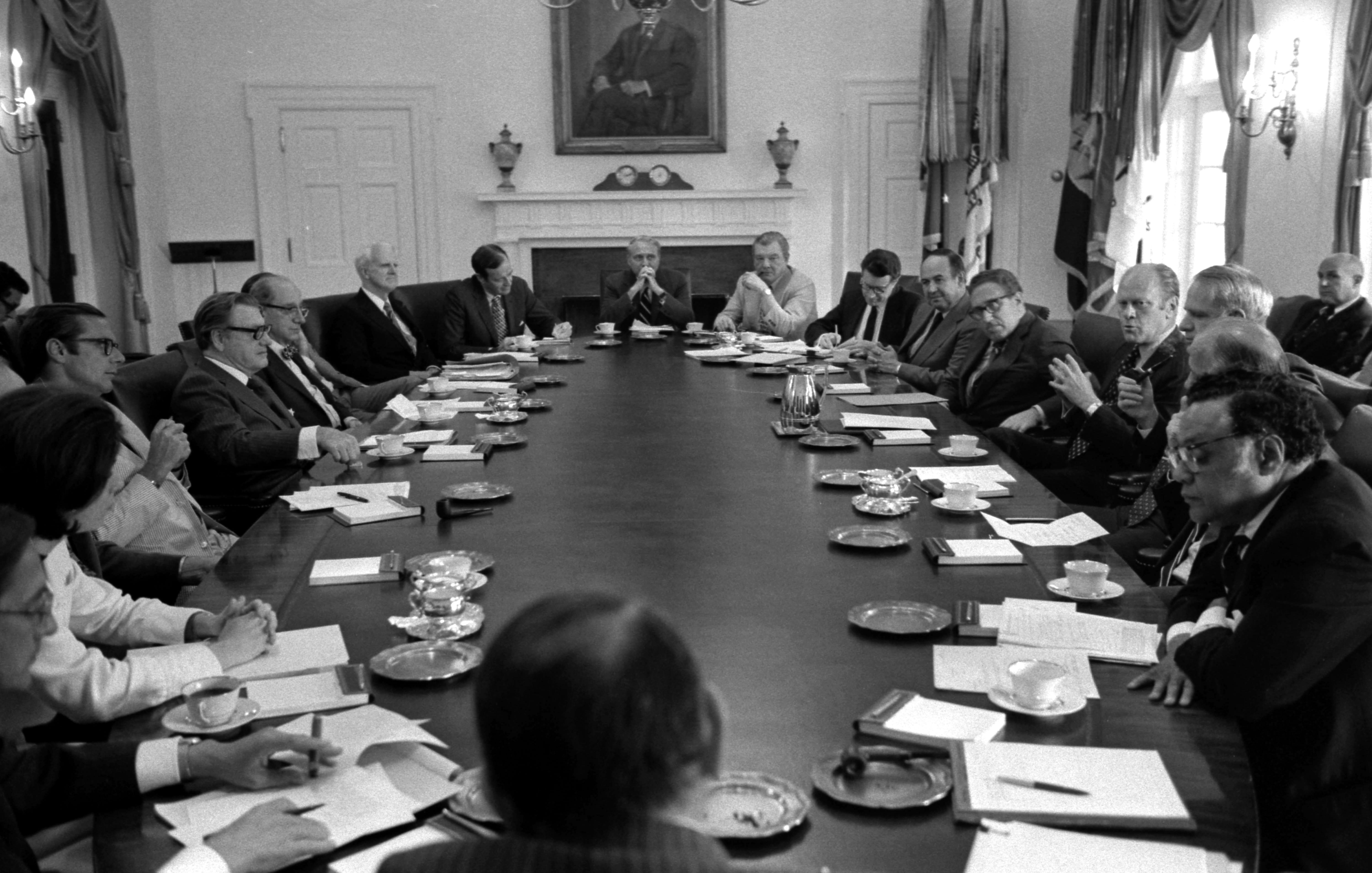
Prezident Gerald Ford na schůzce svého kabinetu, 25. června 1975
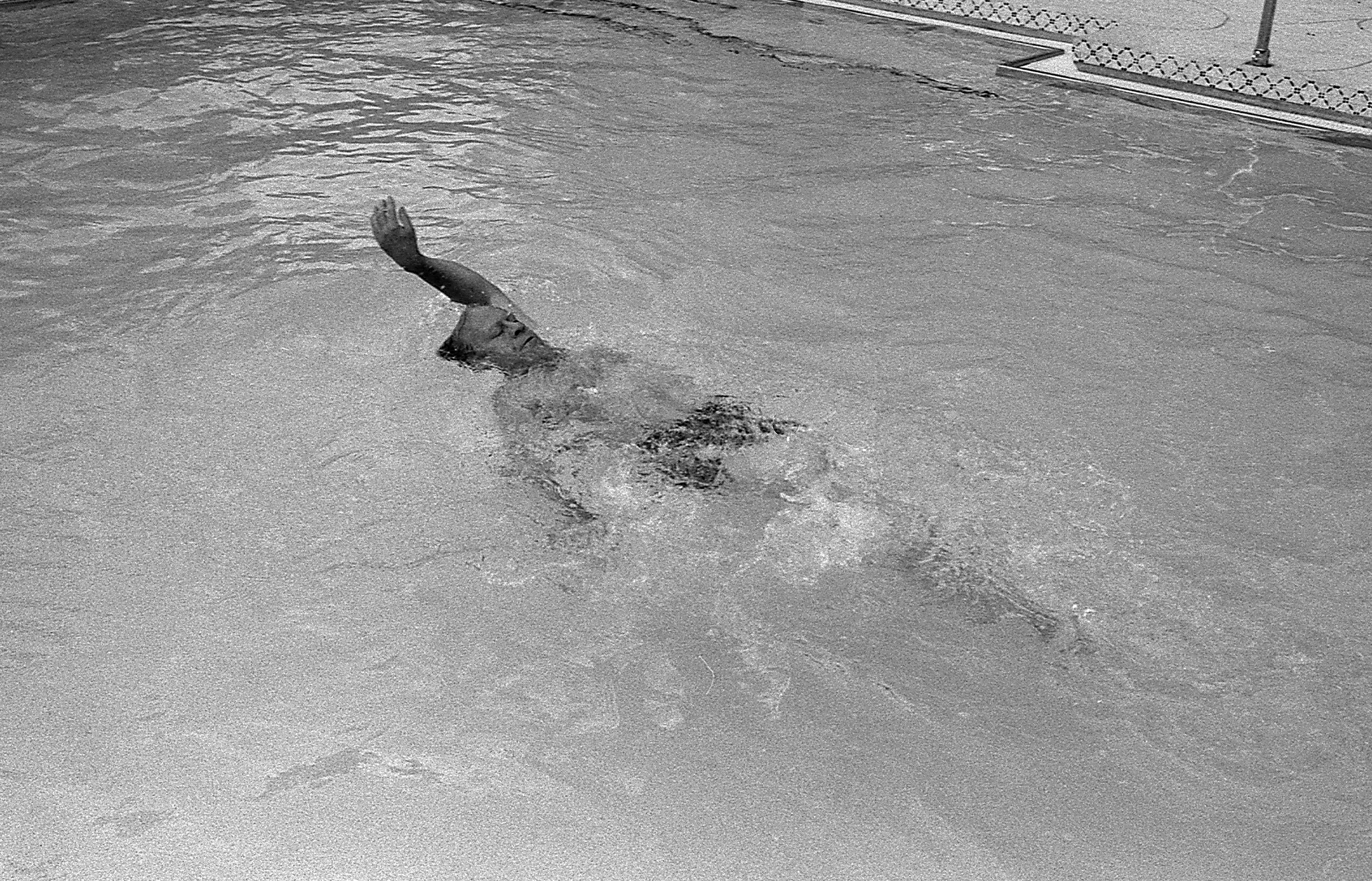
Prezident Ford při plavání v Bílém domě, 1. července 1975
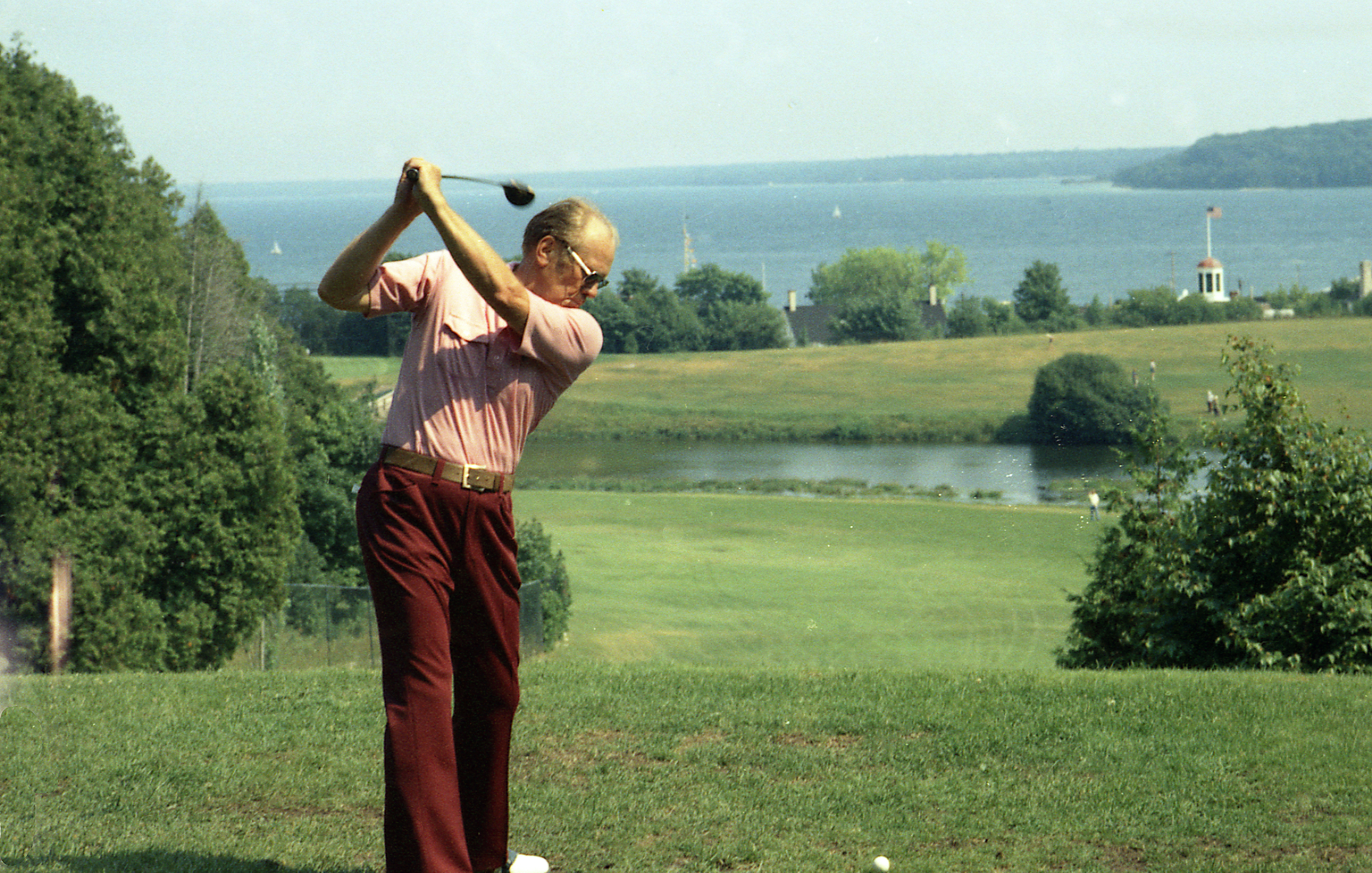
Prezident hraje golf, dovolená na Mackinac Island, Michigan, léto 1975
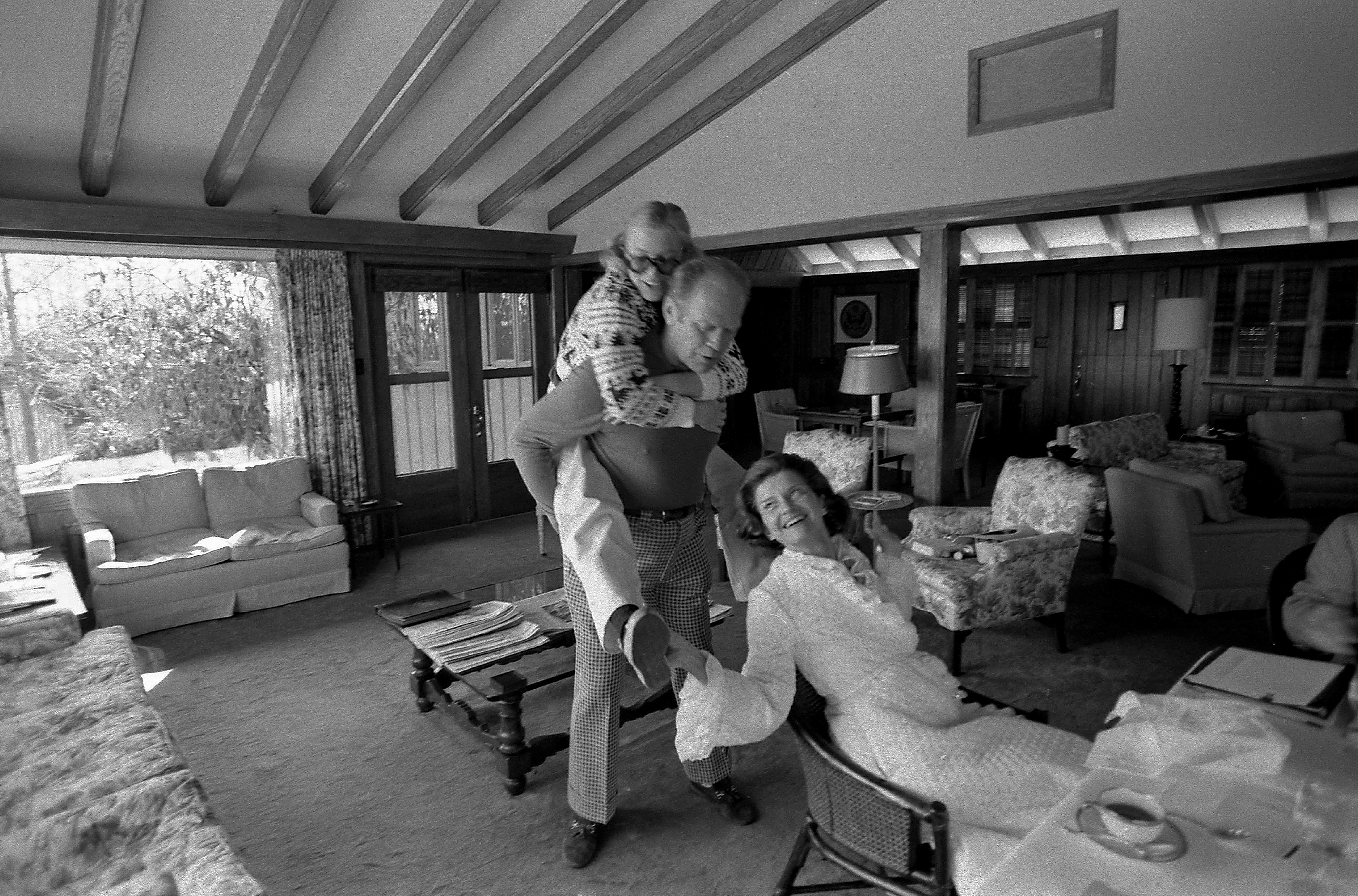
První rodina USA při hře na koníčka, Camp David, 2. března 1975
Betty Fordová na palubě Air Force One, 5. prosince 1975.
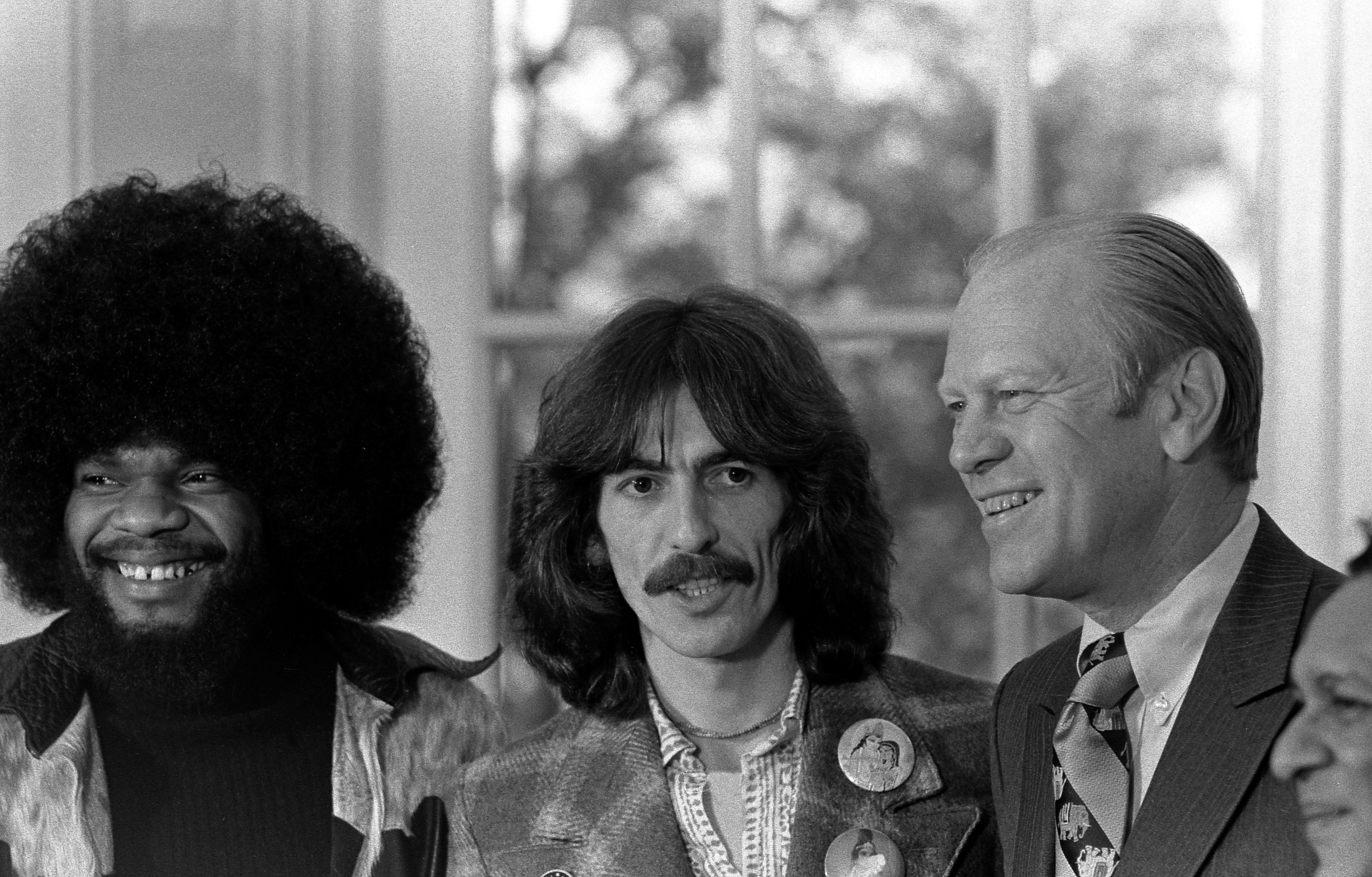
Billy Preston, George Harrison, Gerald Ford a Ravi Shankar v Bílém domě, 1974
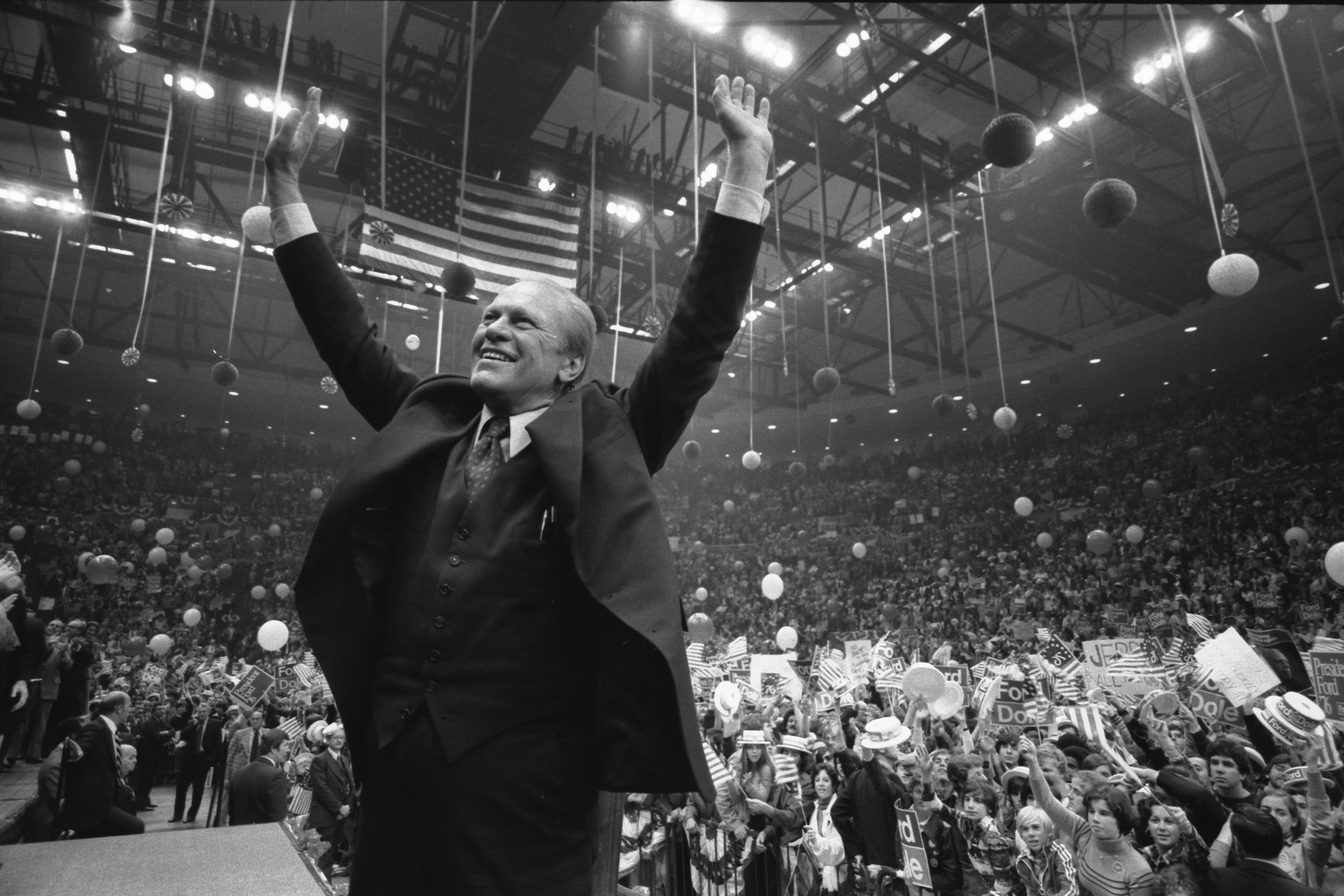
Prezident Gerald Ford během prezidentské kampaně v Nassau County Veterans Coliseum v Hempsteadu, New York před návratem do Michiganu těsně před volbami, 31. října 1976
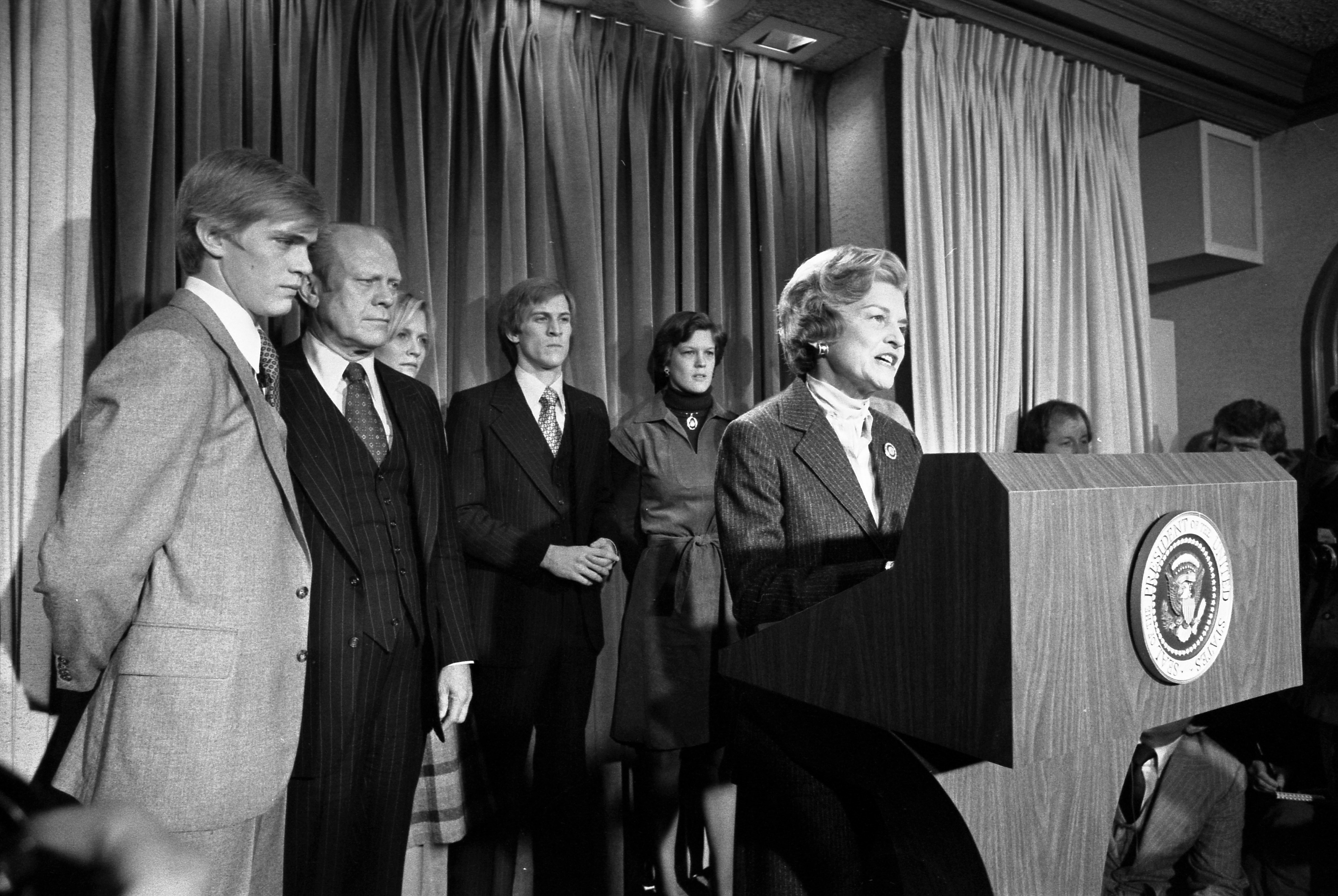
První dáma Betty Fordová čte projev prezidenta Geralda Forda členům Tiskového centra, na fotografii jsou: Steve, prezident Ford, Susan, Mike a Gayle. Ford kandidoval na prezidenta ve volbách v roce 1976, ale porazil jej demokrat Jimmy Carter. 3. listopadu 1976

## Bibliografie

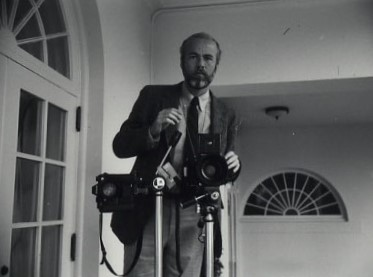
Kennerly v Bílém domě, 1981